# Педјер
Педјер (слч. Peder) насељено је мјесто са административним статусом сеоске општине (слч. obec) у округу Кошице-околина, у Кошичком крају, Словачка Република.

## Становништво
| Година:    | 1994. | 2004.    | 2014.   | 2024.   |
| ---------- | ----- | -------- | ------- | ------- |
| Број људи: | 349   | 406      | 414     | 378     |
| Разлика:   |       | +16,33 % | +1,97 % | -8,69 % |

| Година:    | 2023. | 2024.   |
| ---------- | ----- | ------- |
| Број људи: | 382   | 378     |
| Разлика:   |       | -1,04 % |

Према подацима о броју становника из 2011. године насеље је имало 398 становника.